# Mars Direct

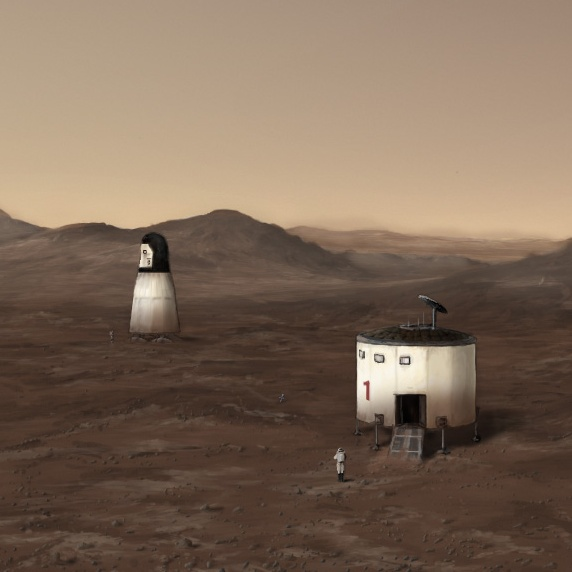
Elképzelés a Mars Direct küldetésről, előtérben a lakóegység, háttérben a visszatérő egység

A Mars Direct egy javaslat emberes Mars-küldetésre, amelyet viszonylag alacsony költségvetésre és jelenleg létező technológiára terveztek. A küldetés részleteit 1990-ben írta le Robert Zubrin és David Baker, a NASA két munkatársa. 1996-ban Zubrin tovább bővítette az elképzelést a The Case For Mars című könyvében.

## A küldetés

### Első indítás
Az első rakéta egy legénység nélküli visszatérő egységet indítana a Marsra hidrogén-készlettel és egy kisebb nukleáris reaktorral. Miután a leszállóegység megérkezett és üzembe állt, kémiai reakciók sorozatával (Sabatier-folyamat és elektrolízis) a Mars széndioxid légkörét és a viszonylag kicsi (8 tonnányi) hidrogén készletét felhasználva 112 tonna metánt és oxigént állítana elő. Ezt a viszonylag egyszerű vegyészeti eljárást már a 19. és 20. században is rendszeresen használták és ez biztosítaná, hogy a visszatéréshez szükséges üzemanyagnak csak 7 százalékát kellene a Marsra szállítani. 96 tonna üzemanyagra lenne szükség a visszatéréshez, a többit a Marsjárók használhatnák fel.
A teljes folyamat, amely a visszatéréshez elegendő üzemanyagot megtermeli, a terv szerint körülbelül 10 hónapot vesz igénybe.

### Második indítás
Nagyjából 26 hónappal az első indítás után egy második űrhajó indulna 4 fős legénységgel (a legkisebb létszámú legénység, amelyet fel lehet osztani úgy, hogy senki se maradjon egyedül). Az út 6 hónapot venne igénybe és csak akkor indulna el, ha az első rakétával indított visszatérő egység jelezte, hogy elegendő üzemanyagot állított elő. Az út során a földi gravitációt úgy pótolnák, hogy a lakó modult összekötnék a rakéta utolsó, kiégett fokozatával, majd egy közös tömegközpont körül forgatnák, így könnyen előállítható egy kényelmes 1G környezet az űrhajó legénységének és elkerülhető a hosszú súlytalanság által okozott egészségkárosodás.

### Leszállás és felszíni műveletek
Amikor a küldetés eléri a Marsot, a kiégett rakéta fokozatot elengedné a lakó modul és a Mars légkörében fékeződés után a visszatérő egység közelében szállna le. A leszállás pontosságát az első leszállóegység által telepített radar-jeladók segíthetnék. A leszállás után a legénység 18 hónapot töltene a Mars felszínén tudományos kísérletek végrehajtásával.

### Visszatérés és következő küldetések
Visszatéréshez a legénység a visszatérő egységet használná, hátrahagyva a lakó egységet egy esetleges következő küldetésnek. Visszaúton a visszatérő egység hajtóművét lehetne használni ellensúlyként mesterséges gravitációhoz.
A következő küldetések 2-éves közönként követnék egymást, hogy biztosítsák, hogy mindig van egy használható visszatérő egység a felszínen.

## Komponensek

### Hordozórakéta
A terv több indítástra épül, amelyek nagy teherbírású rakétákat használ, méretükben az Apollo-program Saturn V rakétáihoz hasonlóakat, amelyeket a Space Shuttle komponenseiből lehetne leszármaztatni. Ez a javasolt rakéta az Ares nevet kapta, amely a Space Shuttle szilárd hajtóanyagú gyorsítórakétáját, egy módosított külső tankot, és egy új folyékony oxigén és hidrogén hajtású harmadik fokozatot, amely a Mars felé indítja a rakományát. Az Ares 121 tonnányi terhet tudna 300 kilométer magasságú alacsony Föld körüli pályára, ahonnan 47 tonnányi terhet indíthatna a Mars felé.

### Visszatérő jármű
A visszatérő jármű egy két-fokozatú rakéta. A felső fokozat tartalmazza a legénység szállását a Marsról a Földre visszahozó 6-hónapos útra. Az alsó fokozat a jármű hajtóműveit tartalmazza és egy kicsi vegyi üzemet.

## Fogadtatás
Zubrin és Baker a Marshall Űrrepülési Központban mutatták be az elképzelést 1990 áprilisában és az pozitív fogadtatást kapott. Míg az Egyesült Államok több pontján beszéltek az elképzelésről, a terv egyre nagyobb érdeklődést váltott ki. Amikor az előadássorozat csúcsán a National Space Society-nél tartottak előadást, az előadókat álló ováció fogadta. Hamarosan a média is érdeklődni kezdett a terv iránt.
A terv nagyobb ellenállást váltott ki az űrállomáson és hajtómű fejlesztésen dolgozó részlegektől.

## Kulturális hatásai
- A Mars Direct alapötletét használja a 2000-ben kiadott Mission to Mars című mozifilm
- A Futurama The Luck of the Fryrish című epizódja az első Marsra érkező embert a Mars Direct lakómoduljára emlékeztető űrhajóval mutat
- Az elnök emberei című sorozat Dzsingisz Kán szinre lép című részében egy NASA alkalmazott előadja a szkeptikus Joshua Lymannak a Mars Direct tervet és meggyőzi megvalósíthatóságáról
- Larry Niven a Rainbow Mars című regényében épít a Mars Direct elképzeléseire

## Lásd még
- Inspiration Mars
- Emberes Mars-expedíció

## Fordítás
Ez a szócikk részben vagy egészben  a   Mars Direct című angol Wikipédia-szócikk fordításán alapul.  Az eredeti cikk szerkesztőit annak laptörténete sorolja fel. Ez a jelzés csupán a megfogalmazás eredetét és a szerzői jogokat jelzi, nem szolgál a cikkben szereplő információk forrásmegjelöléseként.